# 萊斯科猶太會堂

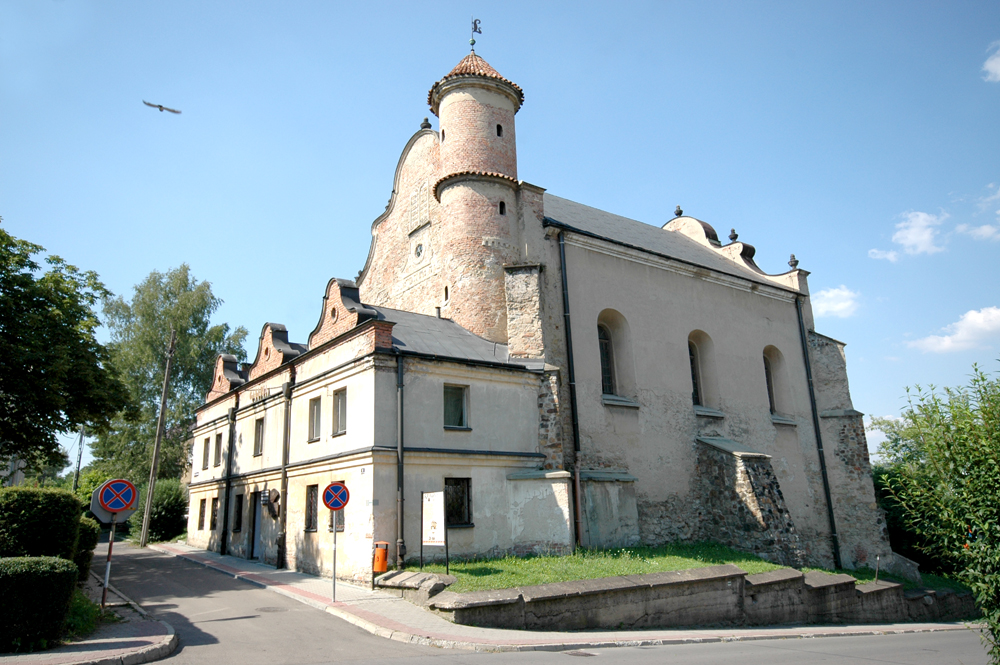

萊斯科猶太會堂（Lesko Synagogue）是波蘭的一座猶太會堂，位於波蘭城市萊斯科。這座猶太會堂修建於1626年至1654年。

## 外部連結
- Historia synagogi （页面存档备份，存于） （波蘭語）

49°28′14″N 22°19′52″E / 49.4705155°N 22.3309994°E